# Лагорио, Лев Феликсович
Лев Фе́ликсович Лаго́рио (17 [29] ноября 1827 или 16 [28] июня 1827, Феодосия, Таврическая губерния — 9 [22] декабря 1905, Санкт-Петербург) — русский живописец и акварелист, один из наиболее известных маринистов «киммерийской школы», первый ученик Ивана Айвазовского. Профессор (с 1860) и почётный член (с 1900) Императорской Академии художеств, один из членов-учредителей Санкт-Петербургского общества художников (с 1890).

## Биография
Родился в 1827 году в Феодосии, в семье, происходившего из аристократического генуэзского рода купца, негоцианта, масона Феличе Лагорио (1781—1857) — вице-консул королевства Обеих Сицилий в Феодосии в 1823–1825 гг., возглавлял и входил в состав отделений масонских лож в Феодосии («Иордан» - «du Jordain»), Одессе (почётный член ложи «Эвксинского Понта») и Санкт-Петербурге (Великая ложа «Астрея»). Согласно сохранившейся метрике о крещении, мать Льва Анна (1791—1861), была немкой. Брат — Карл Феликсович Лагорио, генерал-майор, скончался в Варшаве 11 мая 1901 года; двоюродный брат — Александр Евгеньевич Лагорио, известный русский петрограф, кристаллограф и минералог.
Ранее считалось, что Лагорио окончил Феодосийскую гимназию, однако современные исследователи склоняются к тому, что как и старшие братья, Лев получил домашнее образование. В его детские годы гимназии в Феодосии ещё не было, было лишь уездное училище, и отдавать туда детей было не в традициях аристократических семей.
Увлечение рисованием и любовь к морю определили его дальнейшую судьбу и главную тему его творчества. В 1839—1840 годах занимался в феодосийской мастерской И. К. Айвазовского.
В 1842 году, при содействии губернатора Таврии А. И. Казначеева, поступил в Императорскую Академию художеств в Санкт-Петербурге, где обучался на средства герцога Максимилиана Лейхтенбергского. Его учителями были А. И. Зауервейд и М. Н. Воробьёв, затем Б. П. Виллевальде.
Летом 1845 года совершил плавание на военном пароходо-фрегате «Грозящий», в 1846 году плавал на собственной лодке вдоль берегов Финского залива.
В 1847 году удостоен малой серебряной медали за «Финляндский вид», в 1848 году — большой серебряной медали за этюд с натуры.
Через три года после поступления удостоился золотой медали 2-й степени за работу «Вид в окрестностях Выборга». В 1850 году получил звание художника XIV класса и золотую медаль 1-й степени за «Вид на Лахте, близ Петербурга».
Во время своего студенчества участвовал в создании «портрета» Козьмы Пруткова.
В 1851 году был отправлен за казённый счёт на Кавказ.
В 1852 году, после окончания Академии приняв российское подданство, отправился в пенсионерскую поездку в Европу, где пробыл восемь лет. В течение 1853 года проживал в Париже, где занимался изучением живописи французских мастеров в Лувре и Люксембургском дворце.
В 1854 году переехал в Рим. Написанную в Италии картину Лагорио «Вид из итальянского домика в сад» за 400 рублей выкупила императрица Александра Фёдоровна, деньги художник пожертвовал в фонд помощи раненым в Крымской войне.
В 1857 году после окончания пенсионерства получил разрешение продлить пребывание за границей на собственные средства сроком на два года.
В 1860 году по возвращении в Россию получил звание профессора за привезённые картины «Фонтан Аннибала, в Рокка-ди-Папа», «Капо-ди-Монте, в Сорренто» и «Понтинские болота».
В 1861 году снова совершил поездку на Кавказ, после чего представил императору Александру II три картины кавказских видов: «Дарьяльское ущелье», «Эльбрус» и «Гут-гора», за которые был удостоен ордена святой Анны 3-й степени.
В 1863 году он вновь отправился на Кавказ, в свите великого князя Михаила Николаевича, где ему привелось участвовать в «делах против горцев», за что он был награждён мечами к имевшемуся у него ордену.
В 1864 году вернулся с Кавказа и окончательно поселился в Санкт-Петербурге, летние месяцы проводил в Судаке, где у него была мастерская, и также ежегодно предпринимал заграничные поездки и поездки по России.
В 1885 году получил заказ на серию картин с сюжетом о русско-турецкой войне, посетил места сражений на азиатском и европейском театре военных действий.
В 1900 году Лев Лагорио был избран почётным членом Академии художеств. В последние годы жизни Лагорио писал в основном море, а также береговые виды Финляндии и Норвегии.
Умер 9 (22) декабря 1905 года. Был похоронен в Петербурге на Новодевичьем кладбище; могила утрачена.

## Галерея
- «Возка льда (Зимний вид бывшего винного городка на Васильевском острове в Петербурге на Черной речке)», 1849. 
Областной художественный музей им. В. П. Сукачева, Иркутск
- «Вид на Лахте в окрестностях Петербурга», 1850. Областной художественный музей, Донецк
- «Вид на Неву и Петропавловскую набережную с домиком Петра I», 1859. Русский музей, Санкт-Петербург
- «Северный пейзаж», 1872. Областной художественный музей им. И. П. Пожалостина, Рязань
- «В горах Кавказа», 1879. Художественный музей, Харьков
- «Батум», 1881. Областной музей изобразительных искусств, Оренбург
- «Императорская яхта „Держава“», 1886. Частное собрание.
- «Скалы Дива и Монах», 1890. Владимиро-Суздальский музей-заповедник.
- «Отбитие штурма крепости Баязет 8 июня 1877 года», 1891. Артиллерийский музей, Санкт-Петербург
- «Крымский пейзаж», 1891. Картинная галерея имени П. М. Догадина, Астрахань
- «Дача», 1892. Областной художественный музей, Луганск
- «Кавказское ущелье», 1893. Третьяковская галерея, Москва
- «Хутор на острове», 1895. 
Частное собрание
- «Парусник в море», 1898. Художественный музей, Сочи
- «Морской пейзаж», 1897. Музей изобразительный искусств, Екатеринбург
- «Лунная ночь на Неве», 1898. Приморская картинная галерея, Владивосток
- «Люгер „Нева“. 1831—1860 годы», 1882. Центральный военно-морской музей, Санкт-Петербург.
- «Натюрморт», 1890-е годы. Частное собрание

## Память
Феодосийский краеведческий музей разместился в доме Лагорио. Здание — объект культурного наследия народов России регионального значения значения.  Объект культурного наследия народов РФ регионального значения. Рег. № 911710936240005 (ЕГРОКН)

## Семья
Был женат на Елене Антоновне Лубны-Герцык (1847—?). Их дети:
- Ольга (30.03.1865[10]—?) окончила консерваторию, пела в Мариинском театре.
- Михаил (02.01.1876[11]—?)